# Carlo Mendel
Carlo Leone Mendel (Sestri Levante, 29 dicembre 1915 – Milano, 19 dicembre 1943) è stato un partigiano italiano, fucilato all’Arena di Milano.

## Biografia
Carlo Leone Mendel nasce a Sestri Levante il 29 dicembre 1915, figlio di Carlo nato a Pola nel 1881 e Maria Becker. 
Frequenta il liceo ad Alessandria d’Egitto, dove il padre si era trasferito per lavoro e torna in Italia nel 1932 dove viene ammesso alla Scuola normale superiore di Pisa; il 23 novembre 1937 consegue la laurea in Fisica all’Università di Pisa con il massimo dei voti con una tesi sperimentale sulla propagazione della luce nei liquidi sottoposti ad ultrasuoni con relatore il prof. Luigi Puccianti.
Dal 1936 al 1937 svolge il servizio militare come sottotenente di complemento nell’Arma di Artiglieria.
Il 1 gennaio 1938 vince il concorso di ricercatore all’Istituto elettrotecnico nazionale Galileo Ferraris di Torino dove lavora con Giancarlo Vallauri e Romolo Deaglio ma lo deve lasciare il 31 dicembre 1938 in seguito alla promulgazione delle leggi razziali essendo di origine ebraica.
Ritorna in Egitto, dove il padre risiede per lavoro, e cerca il consiglio dei familiari sul da farsi. Si fa battezzare per cercare di evitare le leggi razziali. Tornato in Italia nel 1939 lavora a Milano alla Magneti Marelli dal 1940 al 1941 come ricercatore ed alla Mial dal 1941 al suo arresto nel 1943 dove si dedica allo studio e progettazione di strumenti di misura, in particolare oscillatori e oscillografi. Abitava a Milano in via Viminale 5.
Nel 1940 entra a far parte di un gruppo di giovani comunisti diretto da Mario Braida e Walter Rubini che diffonde volantini antifascisti davanti alle fabbriche di Milano. Nel settembre del 1942 Rubini e Mendel incontrano Ugo La Malfa di Giustizia e Libertà per coinvolgerlo nelle iniziative antifasciste, ma ottengono un rifiuto. Il 19 ottobre del 1943 Mendel partecipa in via Bassini a una riunione dei Gap comandati da Egisto Rubini.
Dopo l'8 settembre 1943 prende parte alla lotta di liberazione aderendo ai primi gruppi partigiani comunisti milanesi.
Il 26 ottobre sera viene arrestato dai tedeschi in seguito alla denuncia di una spia infiltratasi come agente provocatore esortando a raccogliere armi e poi denunciando tutti.
Viene trovato in possesso di armi e radiotrasmittenti.
Stava costruendo il tredicesimo apparecchio trasmittente che doveva servire come gli altri a collegare i primi gruppi sparsi in montagna
Mendel chiede un completo di lana perché ha freddo, Magda de Grada glielo porta troppo tardi.
Il 19 dicembre 1943, insieme ad altre sette persone detenute nel carcere di San Vittore per attività antifasciste (Carmine Campolongo, Fedele Cerini, Giovanni Cervi, Luciano Gaban, Alberto Maddalena, Beppe Ottolenghi, Amedeo Rossin), fu condannato a morte dal Tribunale militare straordinario costituito dal generale Solinas, su ordine del ministro dell'interno della RSI Guido Buffarini Guidi e del capo della Provincia Oscar Uccelli, in quanto furono considerati “responsabili di omicidi, di rivolta contro i poteri dello Stato, d’incitamento alla strage, detentori di armi e munizioni, di apparecchi radio trasmittenti e di materiale di propaganda comunista” in rappresaglia per l'attentato in cui il giorno prima era morto il federale di Milano Aldo Resega e fucilato all'Arena Civica di Milano il 19 dicembre 1943 alle 17.
Il plotone di esecuzione era costituito dalla Legione Autonoma Mobile Ettore Muti e dalla "Trieste". Invitati a collocarsi su sedie i condannati rifiutarono e vollero morire in piedi. Dietro di loro erano le casse da morto. Alle 17.30 sopraggiunse Santamaria Nicolini, presidente del Tribunale militare straordinario che lesse la condanna a morte. Chi non morì subito fu ucciso con un colpo di grazia di pistola.
Secondo Magda de Grada Mendel morì gridando "Viva il comunismo!"
L’accusa del Tribunale militare era infondata in quanto era stato arrestato prima dell'attentato a Resega. Il Corriere della Sera pubblicò il 20 dicembre 1943 due articoli, uno sull'omaggio alla salma di Aldo Resega con l'annuncio dei funerali nel pomeriggio ed uno sulla condanna a morte, già eseguita, degli otto partigiani. 
I due articoli scrivevano che Resega aveva detto nel suo testamento che non voleva rappresaglie ma che "...tutto il fascismo è rimasto al suo posto, vigile e saldo, fidente che gli organi dello Stato avrebbero compiuto la loro opera di doverosa giustizia contro i sanguinari disgregatori dell'ordine e traditori della Patria", facendo apparire falsamente la condanna a morte come un'azione non collegata strettamente all’attentato.

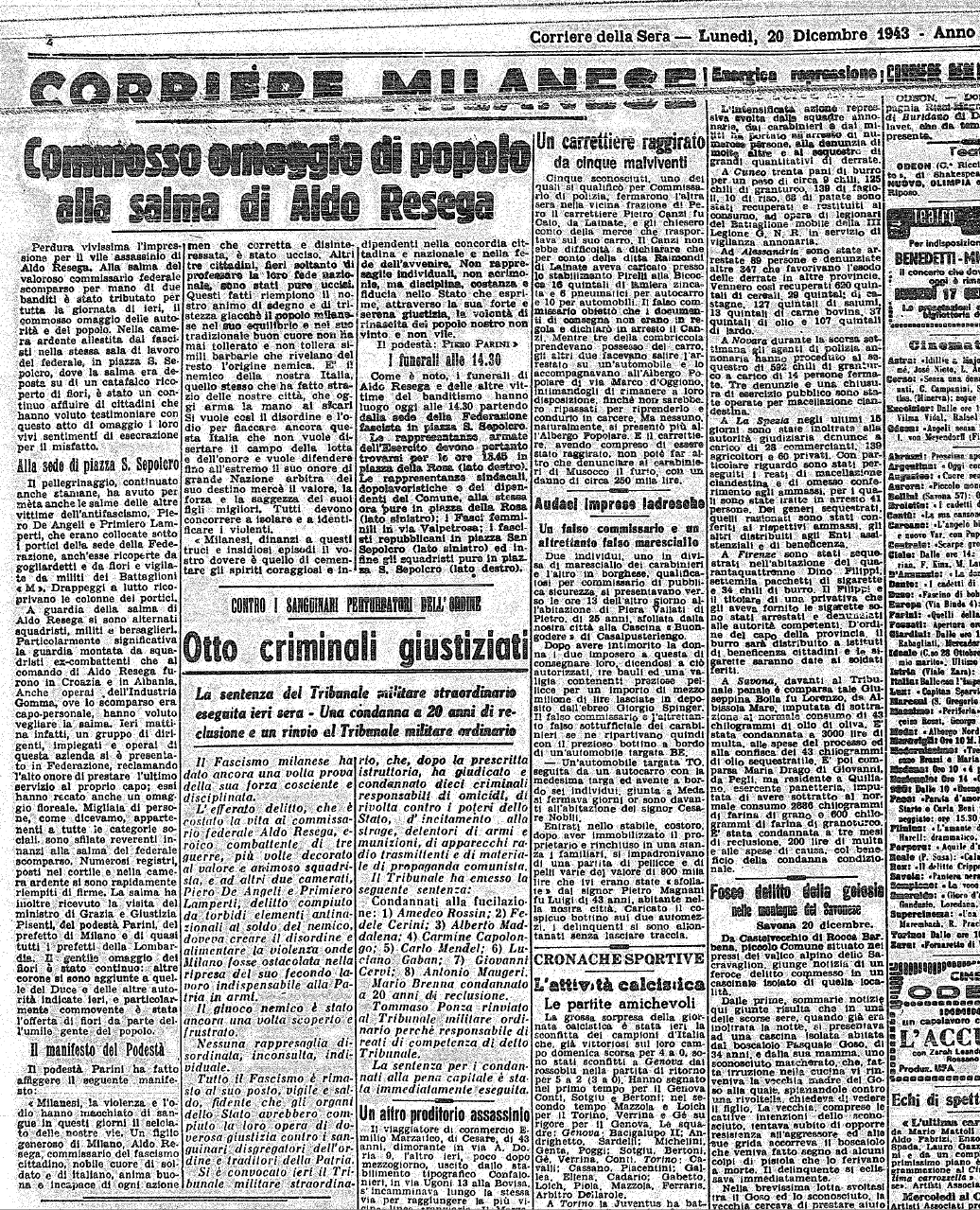
Corriere della Sera del 20 dicembre 1943

La predeterminazione della condanna a morte è dimostrata dal fatto che l'Arena fu bloccata al pubblico da reparti militari del Terzo Bersaglieri e da genieri alcune ore prima della sentenza del tribunale militare, come scritto nella sentenza citata della Corte d'Assise del 1946 con nota a pagina 40.
Nel 1946 i giudici della Corte di Assise speciale di Milano condannarono a morte i membri del Tribunale militare che ricorsero poi in Cassazione e ottennero una revisione del processo, dato che nel frattempo era stata decretata un'amnistia.
In ricordo dell’uccisione furono posti nel 1963 nel ventesimo anniversario un cippo e una lapide all'Arena.

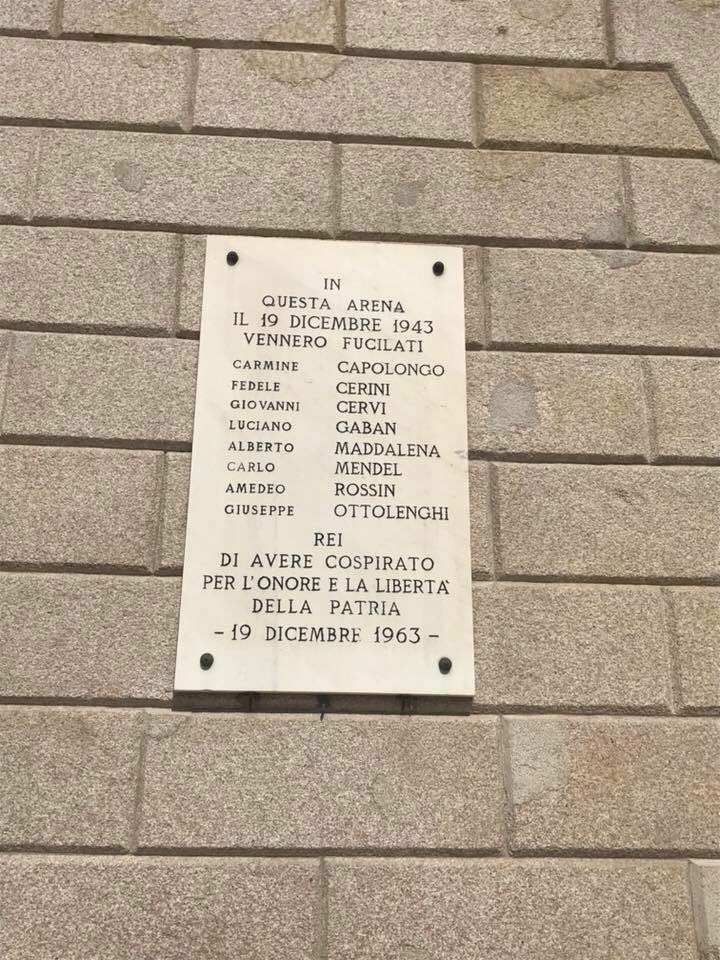
Lapide all'Arena Civica di Milano

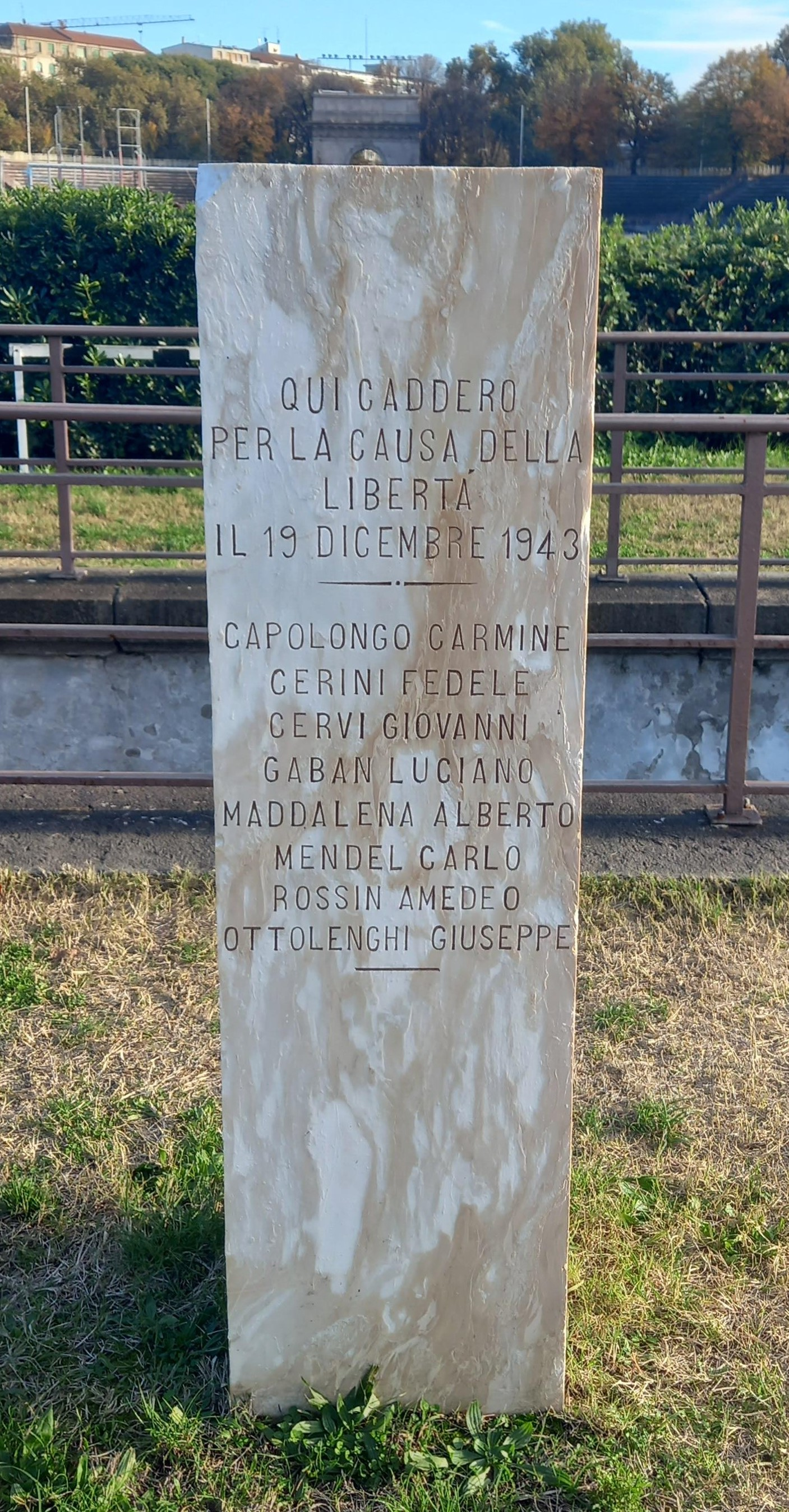
Cippo all'Arena Civica di Milano

Carlo Mendel è sepolto al Cimitero Maggiore di Milano nel campo 63 dedicato ai partigiani.
Il 19 dicembre 2018 per il 75-esimo anniversario della condanna a morte, l'ANPI e il Comune di Milano hanno commemorato l'evento presso il cippo all'Arena deponendo due corone.

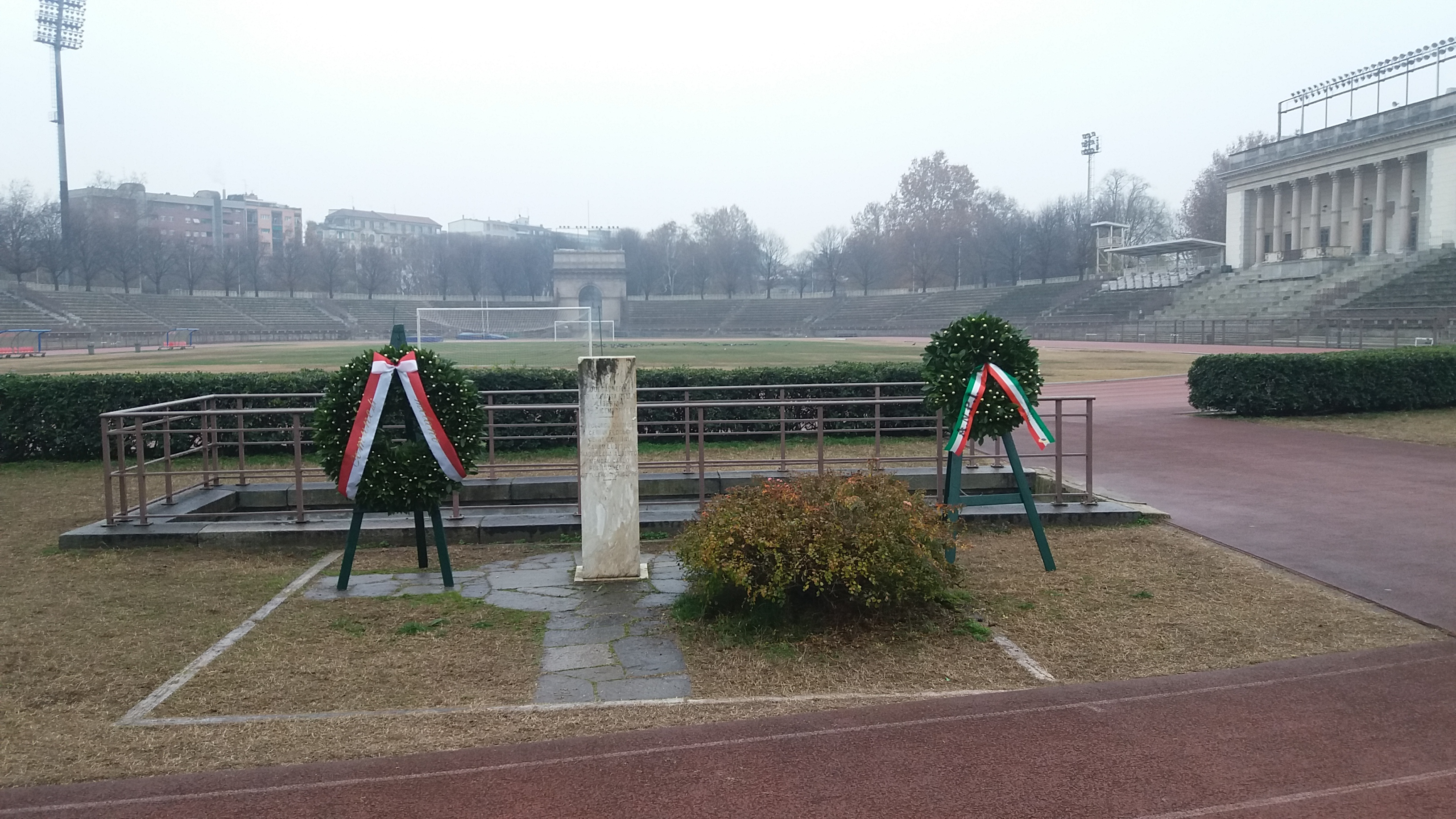
Corone dell'ANPI e del Comune di Milano accanto al cippo il 19 dicembre 2018